# Acid picolinic
Acidul picolinic este un compus organic cu formula chimică C5H4N(CO2H). Este un derivat de piridină cu funcție acid carboxilic (COOH) în poziția 2. Este un izomer al acidului nicotinic și izonicotinic, care prezintă grupa carboxil în pozițiile 3- și 4-. Este un solid alb solubil în apă.

## Obținere
Acidul picolinic este obținut din 2-metilpiridină printr-o reacție de oxidare, de exemplu în prezență de permanganat de potasiu (KMnO4):